# 2006年度香港名牌選舉得獎名單
「2006年香港名牌選舉暨香港服務名牌選舉」前身為「香港十大名牌選舉」，由香港品牌發展局和香港中華廠商聯合會聯合主辦，共設「香港名牌」、「香港服務名牌」及「香港卓越名牌」獎項，名額由評審團視參賽情況決定，原則上各以10個為限。頒獎禮於2007年1月23日假香港會議展覽中心舉行。

## 獲獎名單
香港卓越名牌
- 鱷魚恤
- 四洲
- 六福珠寶
- 金妹牌

香港名牌
- Dr. Kong
- 漢生堂
- 草姬
- 快譯通
- 翡翠籐器（上屆最具潛質品牌）
- 美馳圖（上屆最具潛質品牌）
- Sinomax

最具潛質品牌
- 鋼之傑
- 盛威

香港名牌 - 網上最受歡迎品牌
- 四洲

香港服務名牌
- 卓悅
- 大昌食品市場
- 美國冒險樂園
- 高登眼鏡
- 六福珠寶（上屆最具潛質服務品牌）
- 新時代卡拉OK
- 零食物語
- 實惠
- 鴻星（上屆最具潛質服務品牌）
- 太興

最具潛質服務品牌
- 藍十字
- 香港復康會復康巴士

香港服務名牌 - 網上最受歡迎品牌
- 大昌食品市場